# Karl Schlabow
Karl Schlabow (* 27. April 1891 Neumünster; † 30. September 1984 ebenda) war ein deutscher Textilarchäologe, Neubegründer und Leiter des Textilmuseums Neumünster.

## Leben
Zunächst studierte Karl Schlabow an der Akademie der Bildenden Künste München Kunstmalerei. Von Oktober 1916 bis Ostern 1918 unterrichtete er Malerei und Schriftzeichnen an der  Kieler Handwerkerschule. Später ging er für zwei Jahre nach Peru. Gefördert durch den Tuchfabrikanten Ludwig Simons, wurde er nach seiner Rückkehr 1926 zur Leitung des Stadtmuseums in Neumünster berufen und baute es zu einem Industriemuseum aus. Auf Anraten von Prof. Otto Lehmann vom Altonaer Museum beschäftigte sich Schlabow intensiv mit historischem Textilhandwerk und Textilkunde. Gustav Schwantes vom Kieler Museum vorgeschichtlicher Altertümer beauftragte Schlabow 1928, die in den Beständen des Museums liegenden archäologischen Textilfunde wissenschaftlich zu bearbeiten und für eine museale Präsentation aufzubereiten. Diese extrem empfindlichen, aus bronze- und eisenzeitlichen Mooren und Hügelgräbern stammenden, mehrere tausend Jahre alten Funde waren durch ihre relativ schlechte Erhaltung wenig anschaulich und für eine Präsentation in Museen ungeeignet. Schlabow untersuchte diese Textilien, konservierte sie und bereitete sie für eine museale Präsentation auf.
In Kopenhagen untersuchte Schlabow 1933 die im Dänischen Nationalmuseum aufbewahrten bronze- und eisenzeitlichen Textilfunde. Um den Museumsbesuchern diese historischen Trachten anschaulicher präsentieren zu können webte Schlabow, zusammen mit seinem langjährigen Mitarbeiter Willi Schramm und weiteren Hilfskräften, diese Textilien möglichst fadengenau nach. Mit diesen rekonstruierten Trachten organisierte er eine Wanderausstellung, die mehr als drei Jahre lang mit großem Erfolg in Bremen, Hamburg und Berlin gezeigt wurde und schließlich einen zentralen Teil der Dauerausstellung im Textilmuseum Neumünster wurde. Schlabow arbeitete eng mit dem Leiter des Kieler Museums vaterländischer Alterthümer Herbert Jankuhn zusammen und gehörte auch selbst der SS an.
Am 1. Mai 1933 war Schlabow der NSDAP beigetreten (Mitgliedsnummer 2.747.158). Nach seiner Entlassung aus dem Internierungslager 1947 baute er das im Zweiten Weltkrieg durch Bomben schwer zerstörte Museum wieder auf und erneuerte die vernichtete Sammlung. 1948 zog Schlabow nach Schleswig, wo er am Aufbau des Archäologischen Landesmuseums in Schleswig sowie an der Konservierung und Bearbeitung der Funde aus dem Thorsberger Moor und dem Nydam-Moor mitwirkte. Parallel dazu arbeitete er am Wiederaufbau des Textilmuseums in Neumünster. Er ließ nahezu alle damals bekannten eisenzeitlichen Textilfunde rekonstruieren, unternahm praktische Trageversuche und publizierte seine Ergebnisse in zahlreichen Fachzeitschriften. Auch nach seiner Pensionierung widmete er sich intensiv der bronze- und eisenzeitlichen Textilarchäologie und legte 1976 die Ergebnisse seiner über 40-jährigen Forschungsarbeit in der Publikation Textilfunde der Eisenzeit in Norddeutschland vor.

## Leistungen
Karl Schlabow rekonstruierte bronzezeitliche Trachten aus dänischen Grabhügelfunden wie die des Mädchens von Egtved, der Frau von Skrydstrup und den Bestattungen aus Borum Eshøj sowie eisenzeitliche Trachten aus deutschen und dänischen Mooren wie die Prachtmäntel von Thorsberg. Er bearbeitete das sogenannte Bauopfer aus der Wurt Tofting, die Frau von Peiting sowie Teile der Funde aus den Mooropferplätzen von Nydam und Thorsberg. Durch seine zahlreichen Forschungen, Konservierungs- und Rekonstruktionsarbeiten archäologischer Textilfunde leistete Karl Schlabow, als einer der Begründer des Forschungszweigs der Textilarchäologie, Pionierarbeit. Ihm ist es zusammen mit der dänischen Archäologin Margrethe Hald zu verdanken, dass die nordeuropäische Textilarchäologie in der Öffentlichkeit und vor allem in der wissenschaftlichen Fachwelt eine angemessene Bedeutung erlangte. Karl Schlabows Publikationen galten viele Jahrzehnte als Standardwerke zur textilen Archäologie und Trachtenkunde in Europa.

### Ehrungen
An seinem 60. Geburtstag wurde Karl Schlabow am 27. April 1951 die Ehrendoktorwürde der Philosophischen Fakultät der Christian-Albrechts-Universität zu Kiel verliehen. Für seine Verdienste um die Stadt und das Museum verlieh ihm die Stadt Neumünster am 1. Juni 1977 die Caspar-von-Saldern-Verdienstmedaille. Karl Schlabow starb 1984 und wurde auf dem Neumünsteraner Friedhof beigesetzt.

### Kritik
An seinen wissenschaftlichen und rekonstruktiven Arbeiten an Moorleichen regt sich allerdings in der archäologischen Fachwelt zunehmend Kritik und es wurden ihm zahlreiche Fehler oder Manipulationen vorgeworfen. Nach Michael Gebühr war Schlabow „... vielleicht ... wirklich nur fantasievoll und zugleich wissenschaftlich überfordert“. Er gestaltete die Ausgrabungsfunde und Ausstellungsexponate eher aus der Sichtweise eines Künstlers, dessen Arbeiten jedoch von seinen übergeordneten Autoritäten und der Fachwelt nicht kritisch genug hinterfragt wurden. So ergänzte Schlabow den Schädel des Mannes von Osterby, wohl aus ästhetischen Gründen, um einen nicht zur Leiche gehörenden Unterkiefer. Ebenso gehen die angeblich obszöne Geste der Feigenhand des Kindes von Windeby oder nachträgliche Veränderungen an der weiblichen Figur des Götterpaares von Braak auf Schlabows Arbeiten zurück.

## Forschungsbereiche
- Historische Textiltechniken und Webgeräte
- Bronze- und Eisenzeitliche Textilarchäologie
- Bearbeitung und Konservierung von Moorfunden

## Nachlass
In seinem Nachlass im Landesarchiv Schleswig-Holstein fand sich 2025 ein Fragment von der Unterseite des 
Teppichs von Bayeux, den er 1941 im besetzten Frankreich gemeinsam mit anderen Wissenschaftlern für die Forschungsgemeinschaft Deutsches Ahnenerbe neu vermessen hatte. Das Fragment soll an Frankreich zurückgegeben werden.

## Werke
Auswahl:
- Wir weben am altgermanischen Gewichtswebstuhl. Industrie-Museum, Neumünster 1936
- Germanische Tuchmacher der Bronzezeit. Archäologisches Institut des Deutschen Reiches (Hrsg.), Wachholtz Verlag, Neumünster 1937
- Trachten der Eisenzeit aus Moorfunden in Schleswig-Holstein. Wegweiser durch die Sammlung / Schleswig-Holsteinisches Museum vorgeschichtlicher Altertümer in Schleswig Heft 5, Wachholtz Verlag, Neumünster 1950
- Der Prachtmantel Nr. 2 aus dem Vehnemoor in Oldenburg. In: Abhandlungen und Berichte / Staatliches Museum für Naturkunde und Vorgeschichte Nr. 2. Dieckmann, Oldenburg 1953 S. 160–201
- Die Kunst des Brettchenwebens. Veröffentlichungen des Fördervereins Textilmuseum Neumünster e. V. Heft 1, Wachholtz Verlag, Neumünster 1957 ISBN 3-529-01701-9
- Trachten der Eisenzeit. Archäologisches Landesmuseum der Christian-Albrechts-Universität: Wegweiser durch die Sammlung. Heft 5. Wachholtz Verlag, Neumünster 1961 (2. völlig neu bearbeitete Auflage von Trachten der Eisenzeit aus Moorfunden in Schleswig-Holstein.) ISBN 3-529-01605-5
- Der Moorleichenfund von Peiting (Kreis Schongau in Oberbayern). Veröffentlichungen des Fördervereins Textilmuseum Neumünster e. V. Heft 2, Wachholtz Verlag, Neumünster 1961
- Gewebe und Gewand zur Bronzezeit. Veröffentlichungen des Fördervereins Textilmuseum Neumünster e. V. Heft 3, Wachholtz Verlag, Neumünster 1962 ISBN 3-529-01703-5
- Der Thorsberger Prachtmantel. Veröffentlichungen des Fördervereins Textilmuseum Neumünster e. V. Heft 5, Wachholtz Verlag, Neumünster 1962 ISBN 3-529-01705-1
- Gewebtes Leinen in urgeschichtlicher Zeit. Niedersächsisches Landesmuseum Hannover, Reihe Schätze der Urgeschichte. Sonderdruck aus Die Kunde. Niedersächsischer Landesverein für Urgeschichte, NF 23, Hannover 1972
- Textilfunde der Eisenzeit in Norddeutschland. Göttinger Schriften zur Vor- und Frühgeschichte Bd. 15, Wachholtz Verlag, Neumünster 1976 ISBN 3-529-01515-6
- Restoration and preservation of archaeological textiles. In: Collected preprints: 1964 Delft Conference on the Conservation of Textiles. (Delft?) 1965. Seite 37–42.